# Estanislao García Monfort
Estanislao García Monfort (Utiel, 1844 - Murcia, 1907) fue un abogado y político español, diputado en las Cortes Españolas durante la restauración borbónica.

## Historia
Se licenció en Derecho y en Filosofía y Letras en la Universidad de Valencia, donde fue discípulo de Eduardo Pérez Pujol. Ingresó en política de la mano de José Peris y Valero, presidente de la Junta Revolucionaria de Valencia durante la revolución de 1868, y fue miembro de la Diputación de Valencia por el Partido Progresista en representación del distrito electoral de Torrente en 1870. Con este mismo partido fue elegido diputado por el distrito de Enguera en las elecciones generales de agosto de 1872 y, tras el golpe de Estado del general Pavía (1874), fue nombrado presidente de la Diputación valenciana, cargo que ocupó hasta la restauración borbónica.
Dejó la actividad política representativa hasta la década de 1890, aunque se vinculó al Partido Democrático y ejerció como abogado. En 1884 fue elegido decano del Colegio de Abogados de Valencia. Dos años antes promovió un sindicato de gremios agrarios y comerciales contrario a la reforma tributaria del ministro de Hacienda, Juan Francisco Camacho, entidad que fue disuelta por las autoridades. En 1883 fue presidente de la Sociedad Abolicionista de la Esclavitud, y también presidió la Cámara de Comercio y el Ateneo Mercantil de Valencia. En 1888 rompió definitivamente con los republicanos de Manuel Ruiz Zorrilla e ingresó en el Partido Liberal Fusionista, con el que fue elegido de nuevo diputado en las elecciones de 1891 y 1893 en representación de la Cámara de Comercio, y en representación del distrito de Alcira e las elecciones de 1898 y 1901. Merced a su amistad con Práxedes Mateo Sagasta fue nombrado director general de la Deuda bajo el ministerio de Joaquín López Puigcerver, y ambos fueron los responsables de enjugar la fuerte deuda adquirida por el gobierno español durante la Guerra hispano-estadounidense.